# Comores aux Jeux olympiques d'été de 2024
Les Comores participent aux Jeux olympiques de 2024 à Paris en France. Il s'agit de leur 7e participation à des Jeux d'été.
La nageuse Maesha Saadi et l'athlète Hachim Maaroufou sont nommés porte-drapeau de la délégation comorienne composée de 4 sportifs.

## Athlètes engagés
| Sport       | Hommes | Femmes | Total |
| ----------- | ------ | ------ | ----- |
| Athlétisme  | 1      | 0      | 1     |
| Canoë-kayak | 1      | 0      | 1     |
| Natation    | 1      | 1      | 2     |
| Total       | 3      | 1      | 4     |

## Résultats

### Athlétisme
Les Comores bénéficient d'une place attribuée au nom de l'universalité des Jeux. Hachim Maaroufou dispute le 100 mètres.
| Athlètes         | Épreuve | Premier tour (ou tour préliminaire) | Premier tour (ou tour préliminaire) | Repêchage (ou premier tour) | Repêchage (ou premier tour) | Demi-finales | Demi-finales | Finale  | Finale  |
| Athlètes         | Épreuve | Temps                               | Rang                                | Temps                       | Rang                        | Temps        | Rang         | Temps   | Rang    |
| ---------------- | ------- | ----------------------------------- | ----------------------------------- | --------------------------- | --------------------------- | ------------ | ------------ | ------- | ------- |
| Hachim Maaroufou | 100 m   | 10 s 44                             | 12e                                 | 10 s 52                     | 63e                         | Éliminé      | Éliminé      | Éliminé | Éliminé |

### Canoë-kayak
Andy Barat est qualifié pour les Jeux en K1 slalom et en K1 cross ; il a notamment terminé 2e du tournoi de qualification olympique africain de 2024 à Sainte-Suzanne (La Réunion).
Il s'agit de la première apparition des Comores dans cette discipline olympique.
| Athlète    | Compétition | Éliminatoires | Éliminatoires | Éliminatoires | Éliminatoires | Éliminatoires  | Éliminatoires | Demi-finales | Demi-finales | Finale  | Finale  |
| Athlète    | Compétition | Manche 1      | Manche 1      | Manche 2      | Manche 2      | Meilleur temps | Rang          | Demi-finales | Demi-finales | Finale  | Finale  |
| Athlète    | Compétition | Temps         | Rang          | Temps         | Rang          | Meilleur temps | Rang          | Temps        | Rang         | Temps   | Rang    |
| ---------- | ----------- | ------------- | ------------- | ------------- | ------------- | -------------- | ------------- | ------------ | ------------ | ------- | ------- |
| Andy Barat | K1 hommes   | 105 s 82      | 22e           | 107 s 59      | 20e           | 105 s 82       | 24e           | Éliminé      | Éliminé      | Éliminé | Éliminé |

| Athlète    | Compétition | Contre-la-montre | Contre-la-montre | Premier tour | Repêchages | Séries  | Quarts de finale | Demi- finales | Finale  |
| Athlète    | Compétition | Temps            | Rang             | Rang         | Rang       | Rang    | Rang             | Rang          | Rang    |
| ---------- | ----------- | ---------------- | ---------------- | ------------ | ---------- | ------- | ---------------- | ------------- | ------- |
| Andy Barat | KX1 hommes  | 76 s 95          | 30e              | 3e           | 4e         | Éliminé | Éliminé          | Éliminé       | Éliminé |

### Natation
Les Comores bénéficient de places attribuées au nom de l'universalité des Jeux. Maesha Saadi, franco-comorienne de 17 ans, dispute le 50 mètres nage libre féminin, tandis que Hassane Hadji nage le 100 mètres nage libre masculin.
| Athlète       | Épreuve          | Séries       | Séries | Demi-finales | Demi-finales | Finale  | Finale  |
| Athlète       | Épreuve          | Temps        | Rang   | Temps        | Rang         | Temps   | Rang    |
| ------------- | ---------------- | ------------ | ------ | ------------ | ------------ | ------- | ------- |
| Hassane Hadji | 100 m nage libre | 1 min 7 s 21 | 79e    | Éliminé      | Éliminé      | Éliminé | Éliminé |

| Athlète      | Épreuve         | Séries  | Séries | Demi-finales | Demi-finales | Finale   | Finale   |
| Athlète      | Épreuve         | Temps   | Rang   | Temps        | Rang         | Temps    | Rang     |
| ------------ | --------------- | ------- | ------ | ------------ | ------------ | -------- | -------- |
| Maesha Saadi | 50 m nage libre | 29 s 60 | 57e    | Éliminée     | Éliminée     | Éliminée | Éliminée |